# アルゴス (ギリシャ)
アルゴス（Άργος / Árgos）は、ギリシャ共和国ペロポネソス地方東北部にある人口約2万5000人の都市。古代ギリシアの都市国家であり、古代アルゴリスの中心地であった。現在はアルゴリダ県アルゴス＝ミキネス市に属し、同市の中心地区である。

## 名称
アルゴスのある地方は、アルゴリス（Argolis）、アルゴリダ、アルゲイアなどの名で知られる。また、そこに住む人はΑργεῖοι（ラテン語：Argīvī, 英語：Argives）と呼ばれている。
伝統的な俗説においては、この名前はギリシャ神話の百眼巨人アルゴスに由来するとされている。比較言語学的にはインド・ヨーロッパ祖語のarg-（*arǵ-、光る・輝くの意、argyros「銀」はその派生語）を語源とする形容詞のargós（ちらちら光る、動きの速い）で、「明るく輝く」またはそれに類似する意味を持ち、地名と伝承上の巨人アルゴスの関係は二次的にこじつけられたものに過ぎないという推論がもっとも有力である。

## 地理

### 位置・広がり
アルゴスの街（Άργος）はペロポネソス半島の東北部、アルゴリコス湾の奥から約6kmほど離れた内陸に位置する。ペロポネソス地方東北部最大の都市コリントスと同地方の首府トリポリの中間にあり、コリントスからは南南西約40km、トリポリからは東北東約35kmの距離にある。アルゴスの東南約10kmには、歴史的な港湾都市ナフプリオがあり、アルゴリダ県の県都はナフプリオに置かれている。
現在のアルゴスは古代のアルゴスと同じ位置にあり、市街地の中に劇場やアゴラ（広場）、浴場などの遺跡がある。
かつては周辺地域も含めて自治体アルゴス市（Δήμος Άργους）を形成していたが、2010年に行われた地方制度改革によりミキネス市（古称: ミケーネ）などと合併し、アルゴス＝ミキネス市の一部となった。

### 地勢
アルゴリコス湾の湾奥に広がるアルゴス平野の中心に位置する。アルゴス平野周辺はミケーネ文明が栄えた土地であり、アルゴスの北約10kmにはミケーネの遺跡が、東南約7.5kmにはティリンスの遺跡がある。
市街の西には標高267mの丘は、古代にはアクロポリスとして使われ、中世にはヴェネツィア人によってラリッサ城が築かれた。

## 歴史

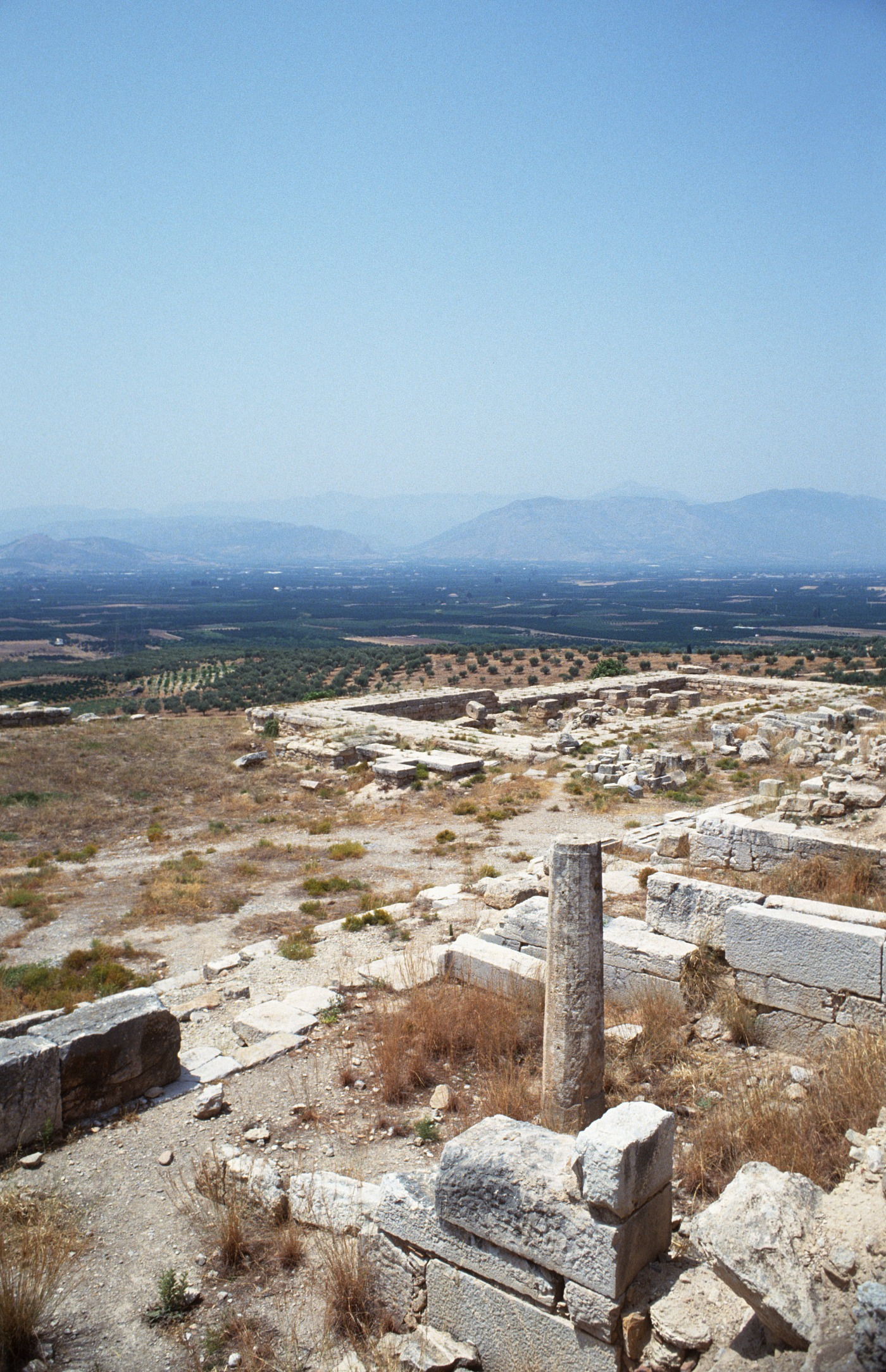
アルゴスのヘーライオン（ヘーラー神殿）

### 古代
アルゴスからミケーネに向かって45スタディア（約8.3km）のところに、新石器時代の居住区があり、その近くにアルゴリア地方の中央聖域がある。この聖域はヘーラー（Argivian Hera）を祀ったもので、この神殿（寺院）の主な祭はヘカトンベー（en:Hecatomb。100匹の牛を生贄に捧げること）だった。ヴァルター・ブルケルトはその著書Homo Necansの中で(p.185)、この祭をヘルメースによる百眼の巨人アルゴス暗殺の神話と結びつけている。
ミケーネ文明の時代、アルゴスは重要な集落であったことが考古学的に判明している。ミケーネやティリンスといった近隣の都市国家の中で、肥沃なアルゴス平野の中央の見晴らしの良い場所にあったため、かなり早い時期から居住区になった。Argolid（アルゴス人）のことは、ローマでもアルゲイア（Argeia）として知られていた。
アルカイック期にあたる紀元前7世紀アルゴスは南東のスパルタとペロポネソス地域の覇権を巡って争い、紀元前669-668年頃のヒュッシアイの戦いでスパルタに勝利した事で全盛期を迎えた。当時のアルゴスの僭主フェイドンは複数の文献に覇権主義的な暴君として記述される一方、度量衡の統一や重装歩兵を用いた戦術の導入など多数の革新をギリシャにもたらしたともされる。また、貨幣をギリシャで初めて鋳造したのもフェイドンとされているがこれは誤りであると考えられている。
フェイドン主導の下でアルゴスの影響力はギリシャ全土に及び、エリスからオリンピア競技祭の主催者としての地位を奪った上、統治中はフェイドン自らが主催者となった。この強勢は紀元前494年、セペイアの戦いでスパルタに大敗して覇権を失うまで続いた。
古典期以降のアルゴスは他の諸都市に対して孤立主義的な姿勢を強めた。ペルシア戦争ではアケメネス朝の侵攻に対して全土の諸都市が団結するのを他所に中立を貫き、その後の影響力を縮小させた。
第一次ペロポネソス戦争の間、アルゴスはアテネとテッサリアと同盟を結んだものの、陣営の勝利には殆ど貢献せず紀元前451年には同盟が解散した。
ペロポネソス戦争が本格化して以降もアルゴスは積極的な行動を見せなかったが、やがてアテネが弱体化すると共に独自に各都市と同盟を結んでスパルタに対抗する姿勢を見せた。同盟にはマンティネイア、コリントス、エリス、テーベなどが加盟し最終的にはアテネも加わったが紀元前418年のマンティネイアの戦いで敗北して崩壊した。この大敗でアルゴスは内紛に陥り、ギリシャ世界の主導権争いからも完全に脱落した。
コリントス戦争では短期間の間コリントスと連合を組んだがすぐに分裂し、その後もギリシャ情勢に影響を与えるほどの勢力とはならなかった。
マケドニアのフィリッポス2世とアレクサンドロス大王の親子がギリシャを制圧した後も破壊や占領から免れ、ディアドコイ戦争の間も無傷で残ったが、272年にエピロス王ピュロスの攻撃を経験している。

### 中世

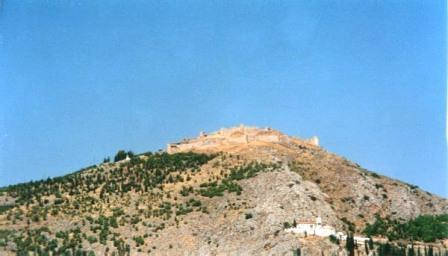
ラリッサ城

12世紀、ラリッサの丘の、古代都市があったところに、ラリッサ城（Kastro Larissa）が建てられた。アルゴスは十字軍、続いてヴェネツィア共和国の手に落ち、1643年にはオスマン帝国に占領された。1686年、ヴェネツィアのフランチェスコ・モロジーニがいったん攻略したが、1716年にオスマン帝国に奪還された。

### 近現代

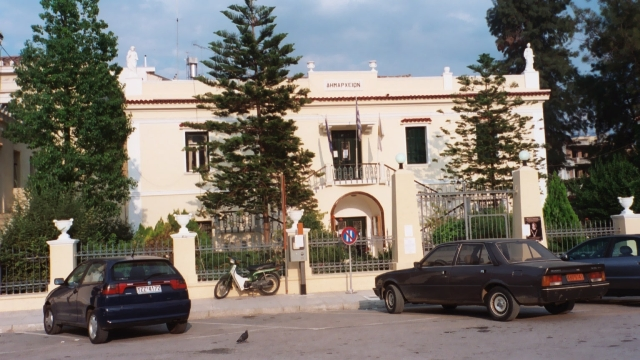
The Argos demarkheio。その町内会館

1821年にギリシャ独立戦争が始まると、ギリシャ各地に多くの小さな共和政体が生まれた。ペロポネソスには独立派の臨時政府として「ペロポネソス議会」 (el:Πελοποννησιακή Γερουσία) が生まれ、その下にアルゴスでも1821年5月26日に「アルゴス執政政府」（Consulate of Argos）の設立が宣言された。スタマテロス・アントノプロス（Σταματέλος Αντωνόπουλος）という人物が執政官に就任（在位：1821年3月28日 - 5月26日）したが、短命なこの地方政府のただ一人の元首となった。アルゴスの政府は、エピダウロスの第一国民会議 (First National Assembly at Epidaurus) で成立した統一暫定政府の権威を認め、最終的にはギリシャ王国に合流していく。

## 社会
重要な都市の遺跡は現存していて、ツーリストに人気の観光名所となっている。
この地域の主要産業は農業で、中でも柑橘系の果物の収穫が大きな割合を占めている。オリーブも人気である。

## 行政区画

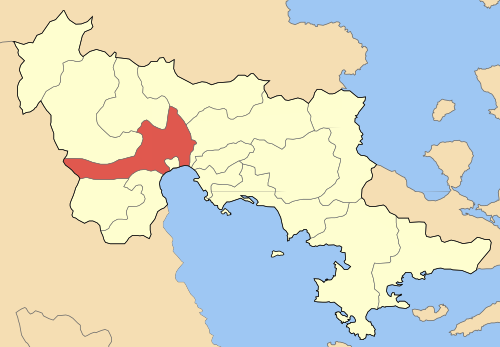
アルゴリダ県における旧アルゴス市（1999年 - 2010年）

### 旧自治体（ディモティキ・エノティタ）
アルゴス地区（Δημοτική ενότητα Άργους）は、アルゴス＝ミキネス市を構成する行政区（ディモティキ・エノティタ）である。かつてはアルゴリダ県に属する自治体・アルゴス市（Δήμος Άργους）であったが、カリクラティス改革にともなう自治体統廃合（2011年1月施行）によって、アルゴス＝ミキネス市が編成された。

## 交通

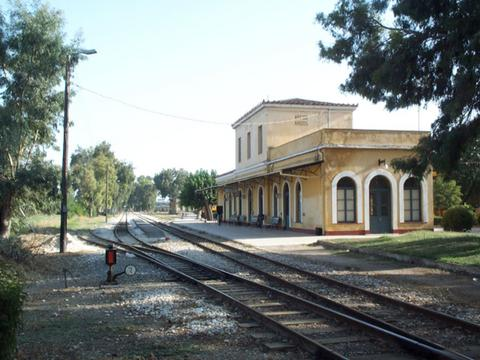
アルゴス駅

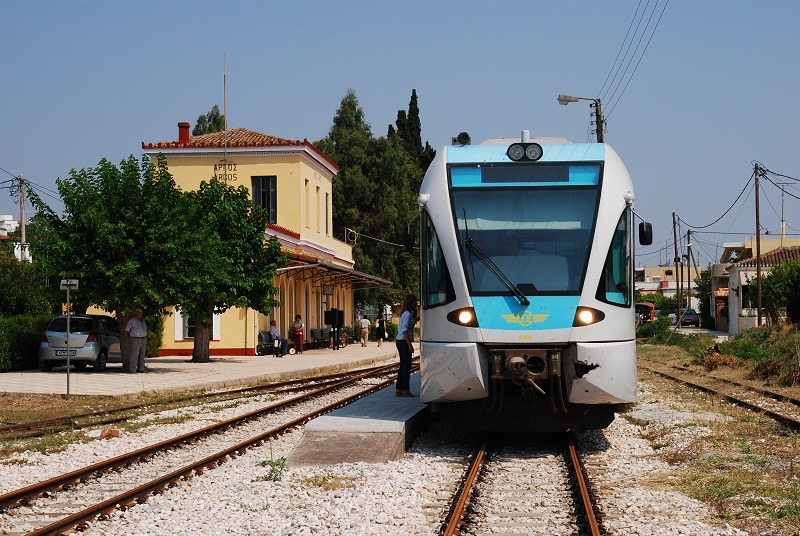
アルゴス駅

コリントスからトリポリを経由して西南端のカラマタへ、ペロポネソス半島を貫く幹線交通路にあたる。

### 鉄道
ギリシャ国鉄（OSE）
- ペロポネソス狭軌鉄道網 : メーターゲージ
  - カラマタ＝トリポリ＝コリントス線
    - アルゴス駅

  - アルゴス＝ナフプリオ線
    - アルゴス駅

### 道路
自動車道路
- GR-7  (en)  : 〔コリントス〕 - アルゴス - 〔トリポリ - カラマタ〕[1]
- GR-70  (en)  : アルゴス - 〔ナフプリオ - リグリオ - コリントス〕[2]

## 文化・観光

### 神話の中のアルゴス
アルゴスはギリシア神話の主要な舞台の一つである。
半神の英雄ペルセウスは、アルゴスの王女ダナエーが、黄金の雨に姿を変えたゼウスとの間に生した子である。メドゥーサを退治し、アンドロメダーを救い出して妻に迎えたペルセウスは、アルゴスに帰国して王となったと伝えられる。
ギリシア神話に登場するアルゴス王たちを挙げると、イーナコス、ポローネウス、アルゴス、アゲーノール、トリオパス、イーアソス、クロトーポス、ステネラース、ペラスゴス（またはゲラーノール）、ダナオス、リュンケウス、アバース、アクリシオス、プロイトス、メガペンテース、ペルセウス、アルゲイオス、アナクサゴラースがいる。
それ以降は、ビアース、メラムプース、アナクサゴラースの子孫である3人の王たちがアルゴスを統治した。
メラムプースからは、マンティオス、オイクレース、アムピアラーオス、そしてエピゴノイとして戦うアルクマイオーン、アムピロコス（en:Amphilochus）兄弟まで続いた。
ビアースからは、タラオスから、アムピアラーオスとともに『テーバイ攻めの七将』の悲劇を招くアドラーストスへと続いた。
アナクサゴラースからは、アレクトール、イーピス、ステネロス、カパネウスと続いた。この家系は、他の2つの家系より長く続き、最終的にはこの家系のキュララベースが王国を再統一した。

### 観光
アルゴス考古学博物館は、劇場やアゴラといった、この市の主要な遺跡から発掘されたものだけでなく、レルナ遺跡（en:Lerna）からのものも収めている。

## 著名な出身者
- アゲラダス（en:Ageladas） - 紀元前6世紀〜紀元前5世紀の彫刻家。
- ポリュクレイトス（en:Polykleitos） - 紀元前5世紀〜紀元前4世紀の彫刻家。
- ポリュクレイトス（子）（en:Polykleitos the Younger） - 紀元前4世紀の彫刻家。